# Aloysius von Amelunxen
Aloysius Sebastian von Amelunxen (* 17. April 1787 in Mainz; † 5. März 1860 in Helmersen bei Nettlingen) war ein kurhessischer Generalleutnant und von 1834 bis 1841 mehrmals Mitglied der Kurhessischen Ständeversammlung.

## Leben

### Familie
Er entstammte der zweiten Linie des alten, ursprünglich ostwestfälischen Adelsgeschlechts von Amelunxen. Sein Vater Ernst August von Amelunxen (* 16. Februar 1748; † 29. Juli 1817) wurde königlich preußischer Oberst. Er heiratete Elisabeth von Sohlern, die Tochter des Freiherren Anton Joseph von Sohlern. Aus der Ehe gingen sieben Töchter und drei Söhne hervor.
Aloysius war das achte Kind des Paares. Sein jüngerer Bruder Arnold von Amelunxen (30. November 1792 in Mainz; † 17. März 1859 in Höxter) diente als Major in der preußischen Armee. Dessen Sohn war der preußische Generalleutnant August von Amelunxen.

### Militärischer Werdegang
Amelunxen stand 1799 zunächst in Kurmainzer und ab 1802 in preußischen Diensten. Er wurde 1805 zum Sekondeleutnant befördert und erlebte als solcher 1806 den Feldzug gegen Frankreich während des Vierten Koalitionskrieges. 1808 trat er als Unterleutnant in königlich westphälische Dienste und nahm 1809 im Fünften Koalitionskrieg am Feldzug gegen Österreich teil. 1810 wurde er zum Rittmeister befördert. Von 1812 bis 1813 diente er im westphälischen Garde-Chasseur-Regiment und kämpfte mit dieser Einheit im Feldzug gegen Russland, unter anderem in der Schlacht bei Borodino, wo er eine Verwundung erlitt, und an der Schlacht an der Beresina.
1814 wurde Amelunxen im wiedererrichteten Kurfürstentum Hessen Stabsrittmeister und kämpfte nun während der Befreiungskriege in den Feldzügen gegen Frankreich. 1821 war er kurhessischer Rittmeister und 1826 wurde er zum Major im 2. Husarenregiment Herzog von Sachsen-Meiningen befördert. 1832 war er Oberstleutnant der Garde du Corps und 1840 Oberst. Von 1841 bis 1843 war er Kommandeur des Leibdragonerregiments und ab 1844 Kommandeur der Kavallerie-Brigade. 1845 erfolgte seine Beförderung zum Generalmajor. Von 1851 bis 1853 war er Vorsitzender des Generalauditoriats, der höchsten kurhessischen Militärgerichtsbehörde. 1853 wurde er als Generalleutenant außer Dienst pensioniert. Aloysius von Amelunxen starb am 5. März 1860 im Alter von 72 Jahren in Helmersen, heute ein Ortsteil von Nettlingen.

### Mitglied der Kurhessischen Ständeversammlung
Von 1834 bis 1835, dem 4. Landtag, war Amelunxen Mitglied der Ständeversammlung von Kurhessen als Vertreter des Landgrafen Karl von Hessen-Philippsthal-Barchfeld. Auch von 1840 bis 1841, dem 7. Landtag, gehörte er der kurhessischen Ständeversammlung an.
Am 3. März 1842 wurde Amelunxen als Herr zu Hofgeismar, Kelze und Poppenhausen (Wüstung bei Hofgeismar) als Mitglied in die Althessische Ritterschaft aufgenommen. Für seine Verdienste erhielt er den Titel eines Landmarschalls.

### Ehen und Nachkommen
Aloysius von Amelunxen heiratete 1814 in erster Ehe Elisabeth Caroline Flachshaar, die Tochter eines Pfarrers. Die älteste Tochter des Paares, Auguste Elisabeth (30. Oktober 1814 in Hofgeismar; 29. Februar 1844 in Hofgeismar), heiratete im Januar 1839 den späteren preußischen Landrat Adolf von Spiegel zu Peckelsheim. Ihr jüngerer Bruder Friedrich Arnold Ernst von Amelunxen (* 21. Oktober 1816 in Hofgeismar; † 11. Dezember 1864 in Poppenhausen) diente als Rittmeister in der kurhessischen Kavallerie. Er ehelichte im Januar 1849 Angelika Heliodore Felicitas von Steuber, eine Tochter des hessischen Staatsmannes und Diplomaten Wilhelm von Steuber.
Am 14. Januar 1825 heiratete Aloysius von Amelunxen in zweiter Ehe Wilhelmine von Spiegel zu Peckelsheim (* 22. November 1804 in Helmern; † 16. April 1860 in Königshof), eine Schwester seines Schwiegersohnes Adolf von Spiegel zu Peckelsheim. Aus dieser Ehe gingen zwei Töchter und ein Sohn hervor. Theodor Werner Raban von Amelunxen (* 20. September 1828 in Hofgeismar), der Sohn, wurde Mitbesitzer zu Hofgeismar und Kelze und diente zuletzt als preußischer Rittmeister im 2. kurhessischen Husarenregiment, der Einheit, der schon sein Vater angehört hatte.